# Hoštice (Strakonicei járás)
Hoštice falu és önkormányzat (obec) Csehország Dél-csehországi kerületének Strakonicei járásában. Területe 3,92 km², lakosainak száma 165 (2008. 12. 31). A falu Strakonicétől mintegy 8 km-re délre, České Budějovicétől 53 km-re északnyugatra, és Prágától 105 km-re délnyugatra fekszik.
A település első írásos említése 1274-ből származik, amikor Držislav földesúr birtoka volt.

## Nevezetességek
- Az 1593-ban épült reneszánsz stílusú Szűz Mária születése templom.
- Hošticei vár
- Tűzoltó múzeum
- A Nap, széna, eper (1984), Nap, széna és pár pofon (1988) és a Nap, széna, erotika (1991) c. filmek forgatási helyszíne

## Népesség
A település népessége az elmúlt években az alábbi módon változott:
| Lakosok száma | 407  | 411  | 417  | 271  | 168  | 175  | 156  | 152  | 142  | 139  |
|               | 1869 | 1890 | 1921 | 1950 | 1980 | 2001 | 2017 | 2019 | 2022 | 2024 |